# Naziha al-Dulaimi
Naziha Jawdet Ashgah al-Dulaimi (Bagdá, 1923 — Herdecke, 9 de outubro de 2007) foi uma política comunista e pacifista iraquiana. Pioneira do movimento feminista iraquiano, ela foi co-fundadora e presidente da Liga das Mulheres Iraquianas, bem como a primeira mulher à ocupar o cargo de ministra na história do Iraque e do mundo árabe, como Ministra de Municípios de 1959 a 1960, e em seguida Ministra sem pasta em 1960.

## Biografia

### Origens e estudos
Naziha al-Dulaimi, cujo avô tinha deixado al-Mahmudia (entre Bagdá e Babilônia) para se estabelecer em Bagdá, nasceu no final de 1923. Ela estudou medicina no Royal College of Medicine (anexo à Universidade de Bagdá). Aos 19 anos, ela era uma das poucas mulheres a estudar na Faculdade de Medicina. Influenciada por colegas preocupadas com o destino dos conterrâneos e de sua terra natal, ela ingressou na Sociedade de Mulheres para a Luta contra o Fascismo e o Nazismo. Mais tarde, quando a sociedade mudou seu nome para Associação das Mulheres Iraquianas, ela tornou-se membra do conselho executivo.  

### Militância comunista e feminista
Em 1941, ela obteve seu diploma de médica. Ainda enquanto estudante, ela se familiarizou com os ideais do Partido Comunista Iraquiano (PCI). Nomeada para o partido em 1947, ela tornou-se membra titular em 1948. Em janeiro de 1948, ela participou ativamente da revolta popular "al-Wathbah" contra o tratado colonial de Portsmouth, bem como em outras lutas patrióticas. 
Ela foi nomeada para trabalhar no hospital real em Bagdá e depois transferida para o hospital em Karkh. Quando ela foi transferida para Sulaymaniyah (no Curdistão), sua clínica foi  transformada em refúgio para pacientes carentes, que receberam assistência e apoio gratuitos. Ela foi então transferida para outras cidades e províncias (Kerbala, Oumara) como punição estatal. Essas viagens permitem que ela estude mais de perto as difíceis condições em que as pessoas viviam em várias partes do país, bem como as mulheres iraquianas. Ela escreve um folheto chamado The Iraqi Woman. 
Ela tentou relançar a Associação das Mulheres Iraquianas e, apoiada por dezenas de ativistas, solicitou às autoridades que criassem uma "Sociedade de Libertação das Mulheres", mas seu pedido doi rejeitado. Naziha al-Dulaimi e os demais signatários  ignoram e criaram essa organização, mudando seu nome para Liga para a Defesa dos Direitos das Mulheres Iraquianas. A Liga nasceu assim em 10 de março de 1952, incluindo entre seus objetivos a luta pela libertação nacional e pela paz mundial, a defesa das mulheres e a proteção das crianças. 
Sob sua liderança, a Liga (seu nome mais tarde foi alterado para Liga das Mulheres Iraquianas) se desenvolveu e se tornou uma organização de massa após a revolução de 14 de julho de 1958. Com 42.000 membros (de uma população total de 8 milhões de habitantes), a Liga possibilitou muitos avanços para as mulheres iraquianas, em particular a lei progressista sobre o status pessoal nº 188 (1959). Em reconhecimento ao seu papel e realizações, a Liga das Mulheres Iraquianas se tornou membra permanente do secretariado da Federação Internacional Democrática das Mulheres (FDIF). Naziha al-Dulaimi foi eleita para a assembléia e para o executivo da FDIF e, posteriormente, foi nomeada vice-presidente dessa organização internacional de mulheres comunistas. 
Durante a década de 1950, ela participou ativamente do Movimento de Paz no Iraque e foi nomeada membra do comitê preparatório da conferência de apoiadores da paz, realizada em Bagdá em 25 de julho de 1954. Ela também é membra do Conselho de Paz Mundial . 
Durante esse período, ela trabalhou para erradicar as bactérias causadoras da doença bejel (Treponema pallidum endemicum), endêmica do sul do Iraque. 

### Primeira mulher ministra do Iraque
Após a derrubada da monarquia, ela foi nomeada pelo Primeiro Ministro Abdel Karim Kassem como Ministra dos Municípios em 1959. Ela é foi única representante do Partido Comunista Iraquiano no governo republicano. Ela também foi a primeira mulher ministra na história moderna do Iraque,  e a primeira mulher ministra no mundo árabe. Em seguida, ela ocupou o cargo de Ministra de Estado sem pasta. Nesses postos do governo, ela ajudou a transformar as favelas do leste de Bagdá em um projeto habitacional, conhecido como Thawra (Revolution) City — hoje Sadr City. Ela também participou da redação da lei civil de 1959 sobre assuntos civis, à frente de seu tempo na liberalização das leis de casamento e herança em benefício das mulheres iraquianas.

### Ativismo no exílio
Exilada do Iraque por seu ativismo político, ela ainda assim tornou-se membra do comitê central do PCI. No final da década de 1970, quando a ditadura iraquiana lançou uma campanha sangrenta contra o partido, ela ainda era membra da secretaria do comitê central. Durante seus anos de exílio, ela desempenhou um papel importante na liderança do Comitê de Defesa do Povo Iraquiano, criado em reação ao golpe de estado de 8 de fevereiro de 1963.  
Nos anos 90 ela continuou a se envolver na Liga das Mulheres do Iraque. O último evento importante do qual ela participou foi o seminário sobre a situação das mulheres iraquianas, realizado em 1999 em Colônia (Alemanha). Ela se envolveu nos preparativos para o e congresso da Liga das Mulheres do Iraque, mas, pouco antes de sua convocação em março de 2002, ela sofreu um derrame que a paralisou. 
Ela morreu em 9 de outubro de 2007 em Herdecke (Alemanha). 